# Van Poelvoorde
De familie van Poelvoorde is een West-Vlaamse familie die oorspronkelijk de heerlijkheid Poelvoorde bezat te Wingene bij Tielt. De eerste heer was kruisridder Lambertus, die vermeld wordt in brieven opgesteld door graaf Boudewijn IX van Vlaanderen in februari 1204, na zijn succesvolle installatie als keizer van het Latijnse Keizerrijk van Constantinopel. In die brieven vermeldt hij negen Vlaamse edelmannen in zijn onmiddellijke entourage als homines nostri waaronder Lambertus de Polvorde.
Lambrecht van Poelvoorde keerde terug van Constantinopel in 1205 en nam bezit van zijn heerlijkheid. Zijn zoon kreeg de volgens E. Warlop erfelijke functie van buticularius (butler) aan het hof van de graaf van Vlaanderen. Zijn nakomelingen behielden deze functie tot wanneer Olivier van Poelvoorde in 1351 op het kasteel van Male mocht trouwen met Maria van Vlaanderen, een onwettige dochter van Lodewijk II van Nevers.
Vanaf dit hoogtepunt begon het geleidelijk verval van de dynastie van Poelvoorde. Olivier stak zich in schulden om een prinselijke stand te onderhouden. Volgens Jo Patteeuw was de heerlijkheid Poelvoorde niet rendabel en werd uiteindelijk verkocht aan de ridder Jacob Adornes (1523-1572), hoogbaljuw van de kasselrij Oudburg.

## Genealogie
- Lambrecht ca. 1175- kruisridder Vijfde Kruistocht
  - Gilles ca. 1210-   erfschenker van de graaf
    - Ghildolf ca. 1245-1307 erfschenker van de graaf
      - Olivier de Oude ca. 1270-1352 erfschenker van de graaf
        - Olivier de Jonge 1310-1382 & Maria van Vlaanderen (1335-1365)
          - Filips 1352-1400 ridder, hoogbaljuw van Kortrijk in december 1382 (na de slag bij Westrozebeke)
          - Geraert 1353-1395
            - Eustaas 1375 bastaard
              - Paschasius 1395
              - Olivier 1400-
                - Jan 1435- verkocht in 1450 het kasteel van Poelvoorde aan Pieter Bladelin
                  - Olivier 1500-
                    - Olivier 1525-
                      - Pieter 1550-1600 & Catharina Lauwers